# Liste der Naturdenkmale in Großkampenberg
Die Liste der Naturdenkmale in Großkampenberg nennt die im Gemeindegebiet von Großkampenberg ausgewiesenen Naturdenkmale (Stand 4. April 2024).

## Naturdenkmale
| Nr.         | Bezeichnung        | Lage                       | Beschreibung    | Bild                                    |
| ----------- | ------------------ | -------------------------- | --------------- | --------------------------------------- |
| ND-7232-374 | Buche „Im Bahnert“ | Im Bahnert, bei Nr. 1 Lage | Fagus sylvatica | Direkt Bild zu diesem Denkmal hochladen |